# 做你愛做的事
《做你愛做的事》(英語：KIASU）英文片名 KIASU，源自閩南語「驚輸」的發音，由馬來西亞的獨立電影製作人、製片及藝術總監劉幗韻第一次執導的電影，王道南擔任執行導演，由台灣演員修杰楷、蔡黃汝、卜學亮等人主演。

## 劇情
|            | 勇敢追夢，我唔驚輸 |
| ——正式標語 |                    |

|          | 追求夢想，你要任性一次，還是遺憾一世？ |
| ——前標語 |                                        |

30 歲的德明(修杰楷 飾)是一位優秀的牙醫，但他對每天都要面對病患們的口腔感到厭倦。事實上，這牙醫是符合媽媽期望的工作，卻不是他想要的，他心中夢想是當個演員。
莉婭(蔡黃汝 飾)，一個普通的科技業職員，對一成不變工作與生活感到無力。從小立志當演員卻不斷被否定，但樂觀的她心中始終相信，只要認真追求夢想，一定有實現的機會。
德明欣賞莉婭對未來的態度，並在同事國歡(卜學亮 飾)的介紹下，參與一項激勵課程後，終於有了積極的想法與改變。為了堅持信念，他放棄了擁有大好前程的牙醫工作，但卻隱瞞著對他期盼甚高的母親偷偷進行。
德明持續的古怪行為，還是被母親視破發現，兩人關係降到冰點，德明對此無奈卻仍下定決心堅持下去，參加試鏡演出...。

## 演員

### 主要演員
| 演員   | 角色   | 備註 |
| 修杰楷 | 李德明 | 內向，無聊，平庸的人，正步入中年危機邊緣。聽話順從，為了讓媽媽安心，選擇成為牙醫，但他內心其實熱衷藝術和戲劇。他從沒有為自己而活，卻在媽媽的生活中勞碌奔波，埋沒他真正的自我。在他參與一項激勵課程後，幾乎所有的事情都因而改變，他開始追求自己真正想要的人生。                 |
| 蔡黃汝 | 莉婭   | 一個科技作業員，平凡的工作與無聊的生 活讓她感到厭煩。從小立志成為演員，但 卻總是被大人們抹煞。雖然來自一個支離破碎的家庭，也經歷過一段愛情的創傷，但她總樂觀認為，她的人生可以得到更好的未來，相信並努力追求夢想，因此吸引了德明的目光，進而發覺兩人對人生有共同的目標和想法。 |
| 卜學亮 | 國歡   | 德明的前輩兼同事。來自於一個醫生世家，擁有一口潔白光亮的牙齒。幽默風趣，人緣極佳，常拿德明開玩笑，是醫院裡的開心果。正因為他，德明才開始參加一項激勵課程而改變自己的人生。 |

### 其他角色
| 演員   | 角色              | 備註 |
| 程旭輝 | 阿酷              | 德明的舅舅，牙醫診所裡的接待員，也掌管診所裡的財務。年長的他也算是診所中的和事佬，專門負責平息內部糾紛。                                                                         |
| 鄧養天 | 曉李              | 德明的學弟，也是診所裡的同事。個性愛玩，像個長不大的小孩，時常愛拿德明來開玩笑，常常喜歡炫耀自己的英文能力。                                                                     |
| 朱咪咪 | 德明媽媽 Margeret | Margeret是一個傳統典型的華裔母親，希望 孩子表現優秀，而且無論如何都必須聽她 的。                                                                                                 |
| 張彦博 | KOKO              | 一個娘娘腔的牙科護士，從德明的診所開張工作到現在。他很了解德明的心裡想法，他認為德明需要談一段新的戀情，並轉換生活習慣，提議其他同事把德明帶出去見世面，他就像哥哥般照顧着德明。 |

## 音樂
- 主題曲

「唔驚輸」
作詞 - 何啟弘 / 作曲 - 官錠AL / 歌 - 卜學亮/ MV導演 - 詹維峰

## 外部連結
- Kiasu 做你愛做的事的Facebook專頁
- Yahoo奇摩電影上《做你愛做的事》的資料（繁體中文）
- MSN娛樂上《做你愛做的事》的資料（繁體中文）

- 開眼電影網上《做你愛做的事》的資料（繁體中文）
- 时光网上《做你愛做的事》的資料（简体中文）
- 豆瓣电影上《做你愛做的事》的資料 （简体中文）
- 互联网电影数据库（IMDb）上《做你愛做的事》的资料（英文）